# Mẹ chồng rắc rối
Peak Marn (tiếng Thái: ปีกมาร, tên tiếng Việt: Mẹ chồng rắc rối) là bộ phim truyền hình Thái Lan phát sóng năm 2013 trên đài Channel 5 (Ch5). Phim với sự tham gia của Sornram Teppitak, Ornjira Larmwilai, Phakin Khamwilaisak.

## Nội dung
Có học thức và là một phụ nữ xinh đẹp nên Salaila (Pang) - nữ khảo cổ học luôn tin tưởng rằng ngày nào đó sẽ gặp được một người đàn ông tốt. Thế nên, chỉ sau thời gian ngắn gặp gỡ và tìm hiểu chàng giám đốc ngân hàng trẻ tuổi, điển trai Puchai (Num), cô chấp nhận lời cầu hôn của anh.
Dẫn Salaila về ra mắt mẹ, Puchai vấp phải sự phản đối kịch liệt từ bà Salak; bởi mọi chuyện đến quá đường đột khiến bà chưa kịp nhận ra con trai đã có bạn gái và nay lại bất ngờ đòi cưới. Không những từ chối cuộc hôn nhân này, bà Salak chẳng ngần ngại đòi Salaila những thứ xa hoa, mắc tiền. Cắn răng chấp nhận chịu thiệt thòi để bảo vệ tình yêu của mình với Puchai, nữ chuyên gia khảo cổ bằng lòng chuyện thách cưới trớ trêu của bà mẹ chồng tương lai.
Khi lễ cưới đang diễn ra, bà Salak ngất xỉu khiến mọi quan khách tại bữa tiệc tá hỏa. Dường như, đó chỉ mới là khởi đầu cho chuỗi ngày bất hạnh của Salaila trong đời sống hôn nhân với Puchai vì sau đó, người mẹ chồng quái tính tiếp tục “bày mưu tựu kế” nhằm chia rẽ đôi vợ chồng son. Trong lúc đó, anh chồng Puchai nhu nhược bất lực trước những hành động kỳ lạ của mẹ, không thể đem lại sự bình yên cho người vợ trẻ...
Trong lúc mối quan hệ gia đình đang rơi vào bế tắc Salaila được điều đi công tác ở miền Bắc một tháng. Và cũng tại nơi đó, cô gặp được một chàng sinh viên năm cuối khoa khảo cổ học tên là Laisue (Tono). Chàng sinh viên này thích cô từ cái nhìn đầu tiên dù biết cô đã có chồng có con. Với sự tận tình chăm sóc của Laisue liệu Salaila có tìm cho mình tình yêu mới mặc bao định kiến xã hội khắc nghiệt? Hay tiếp tục “cuộc chiến giữa mẹ chồng & nàng dâu” để bảo vệ gia đình mà cô đã chọn?

## Diễn viên
- Sornram Teppitak as Puchai
- Ornjira Larmwilai as Salaila / Salai
- Phakin Khamwilaisak as Lansieu
- Jarunee Suksawat as Salak (mẹ Puchai)
- Utumporn Silapan as Nualnapa (mẹ Salaila)
- Akarat Nimitchai as Pasit (em trai Salaila, bạn Lansieu)
- Monchanok Saengchaipiangpen as Luật sư Pianpamon
- Savitree Samipak vai Chawee (Wee) (mẹ Pianpamon)
- Prab Yuttapichai as Suthep (bồ của Wee)
- Chaleumpol Tikumpornteerawong vai Paluek (bạn Lansieu, Pasit)
- Tanida Tanawuth as Maew
- Chutima Avary as Pajongjit
- Yuwadee Ruangchai as Lamai (người giúp việc)
- Anuwat Niwatawong as Luật sư Panlop
- Suchao Pongwilai as bố Puchai
- Channarong Khuntee-Tao as Andre (thầy Lansieu)
- Panpim Techatanachaiyaphat
- Nithichai Yotamornsunthorn vai chồng ly hôn khách của Luật sư Pianpamon
- Organ Wacharapolmek vai vợ ly hôn khách của Luật sư Pianpamon

## Rating
- Tập 1: 2.7
- Tập 2: 2.3
- Tập 3: 2.6
- Tập 4: 2.6
- Tập 5: 2.3
- Tập 6: 2.6
- Tập 7: 2.7
- Tập 8: 2.8
- Tập 9: 3.0
- Tập 10: 3.1
- Tập 11: 3.5
- Tập 12: 2.7
- Tập 13: 3.3
- Tập 14: 3.2
- Tập 15: 3.6
- Tập 16: 3.8

Trung bình: 2.93 (Lakorn đứng thứ 6 CH5 2013)

## Ca khúc nhạc phim
- คนที่เธอไม่ควรเผลอใจ / Kon Tee Tur Mai Kuan Plur Jai - Phakin Khamwilaisak